# Anaheim, Kalifornija
Anaheim je grad u američkoj saveznoj državi Kaliforniji. Godine 2009. imao je 348.467 stanovnika, čime je bio deseti grad po brojnosti u saveznoj državi, a 54. u SAD-u.
Anaheim se nalazi na jugu Kalifornije, oko 170 km sjeverno od meksičke granice i oko 40 km jugoistočno od Los Angelesa. Godine 1857. osnovalo ga je pedeset obitelji njemačkih doseljenika.
U Anaheimu se nalazi najpoznatiji svjetski zabavni park Disneyland.

## Stanovništvo
Prema službenome popisu stanovništva iz 2000. godine grad je imao 345.556 stanovnika,
, 96.969 domaćinstava, i 73.502 obitelji. Prosječna gustoća naseljenosti je 2.588 stan./km²
Prema rasnoj podjeli u gradu živi najviše bijelaca 55%, afroamerikanaca ima 3%, a azijata 12%.

## Vanjske poveznice
- Službena stranica (engl.)

### Ostali projekti
|  | Zajednički poslužitelj ima još gradiva o temi Anaheim, Kalifornija |